# 陽成町
陽成町（ようぜいちょう）は、鹿児島県薩摩川内市の町。旧薩摩国高城郡高城郷麦之浦村、高城郡高城村大字麦之浦、薩摩郡高城町大字麦之浦、川内市陽成町。郵便番号は895-0212。人口は521人、世帯数は240世帯（2020年10月1日現在）。

## 地理
薩摩川内市の中部、麦之浦川の流域に位置している。字域の北方から西方にかけては湯田町、北方から東方にかけては城上町、東方は高城町、西方は小倉町、水引町、南方に上川内町がそれぞれ接している。字域を南北に流れる麦之浦川にそって、鹿児島県道340号湯之元佐目野線が縦断し、北部で東西に通る鹿児島県道339号東郷西方港線と交差する。
史跡としては、縄文後期のものとみられる麦之浦貝塚が地内で発見されており、貝塚からは指宿式土器片や出水式土器片、小型石斧などが発見されている。
教育施設は字域の中央部に薩摩川内市立陽成幼稚園がある。地内にあった薩摩川内市立陽成小学校は2018年に閉校した。また、地内には高城町（町制以前は高城村）の役場が設置され、1965年（昭和40年）に川内市に編入されたのちも川内市役所高城支所となったが、その後出張所に格下げされ、後に廃止された。

### 町名の由来
「陽成」という地名はかつて存在した小学校の名称（薩摩川内市立陽成小学校）に由来している。

### 河川
- 麦之浦川
- 妹背川

### 小字
小字は、峠、登尾、猿ヶ谷、木佐貫ヶ丸、柳越、岡、掛橋、清水ヶ山、湯越、釜ヶ迫、櫟ヶ丸、乙ヶ山、黒葛平、流合、福崎、立山、湯道、砂取、猪子迫、田中原、佐原、山川、空宇都、修甫田、高尾、戸下。山口、宮下、蜂巣、三反田、鎧田、上四俣、渡瀬、下里、上道、宇床、柊木段、畠田、屋敷添、下四俣、中坪、三角田、上山下、山下、榎ヶ丸、東田、段ノ迫、前畠、迫口、岩下、栗中、迫平、宇都口、神前、古堂、烏山、庄迫平、庄迫、向迫、一本松、井手脇、小園、柊原、宇迫、剥岩、上大迫、三角迫、柳迫、鳥越、盆平、小迫、内ヶ迫、川添、宮田、西折、春花口、牧田、籠田、甲岩、鞍掛、岩瀬戸久保、下大迫、西ノ丸、栗原、桜池、上大石田、岩迫、小丸、春花、滑川、上宇都、別縄、柿田、大石田、宇都、中麦、下薗、西ノ平、田中、小原、落シ、田畑、谷ノ迫、中山、鳥ノ子山、倉谷、橋口、山下、堂ノ脇、籠山、堂尾口、高岡、下石田、一戦川、中原、堀ノ内、白谷、八反田、宮崎、大田、王子田、見掛、山王田、外薗、曲岩、山下原、上原、鞘前、坂元、上野、諏訪下、蛇池、今久保、井川迫、道下、迫前、屋敷前、石田、針原、口町、下戸町、後迫、陣ノ尾、岩元がある

## 歴史

### 麦之浦村の成立
陽成町は1965年（昭和40年）に川内市に編入されるまでは麦之浦と称していた。麦之浦という地名は江戸期より見え、薩摩国高城郡高城郷（外城）のうちであった。「加増目録」及び「天保郷帳」には624石余、「旧高旧領」では1,093石余であった。
江戸期には中央部を南北に薩摩街道が通り、街道周辺には「柊平御茶屋」と呼ばれる藩主の休憩所が設置されていたとされる。また、庄屋所も街道沿いの本川に置かれていた。

### 町村制施行以後
1889年（明治22年）には町村制が施行されたのに伴い、高城郷の区域より高城村が成立し、江戸期の麦之浦村は高城村の大字「麦之浦」となった（1960年（昭和35年）の町制施行後もそのまま）。
1965年（昭和40年）4月15日には高城町が川内市に編入された。同日に鹿児島県公報に掲載された「 字の廃止及び字の新設」により同日付を以て大字麦之浦が廃止され、大字麦之浦の区域を以て川内市の町「陽成町」が設置された。
1999年（平成11年）に陽成町字堀之内の一部が高城町字一戦川の一部となり、高城町字妹野尾の一部を陽成町字堂ノ尾口に編入した。
2004年（平成16年）10月12日に川内市、東郷町、入来町、祁答院町、樋脇町、下甑村、上甑村、鹿島村、里村が新設合併し薩摩川内市が設置された。この市町村合併に伴い設置された法定合併協議会において川内市の町・字については「現行通りとする。」と協定されたため、名称の変更は行われずに薩摩川内市の町となった。

### 字域の変遷
| 実施後                 | 実施年             | 実施前               |
| ---------------------- | ------------------ | -------------------- |
| 高城町字一戦川の一部   | 1999年（平成11年） | 陽成町字堀之内の一部 |
| 陽成町字堂ノ尾口の一部 | 1999年（平成11年） | 高城町字妹野尾の一部 |

## 人口
以下の表は国勢調査による小地域集計が開始された1995年以降の人口の推移である。
| 年                 | 人口 |
| ------------------ | ---- |
| 1995年（平成7年）  | 893  |
| 2000年（平成12年） | 835  |
| 2005年（平成17年） | 759  |
| 2010年（平成22年） | 703  |
| 2015年（平成27年） | 612  |
| 2020年（令和2年）  | 521  |

## 施設

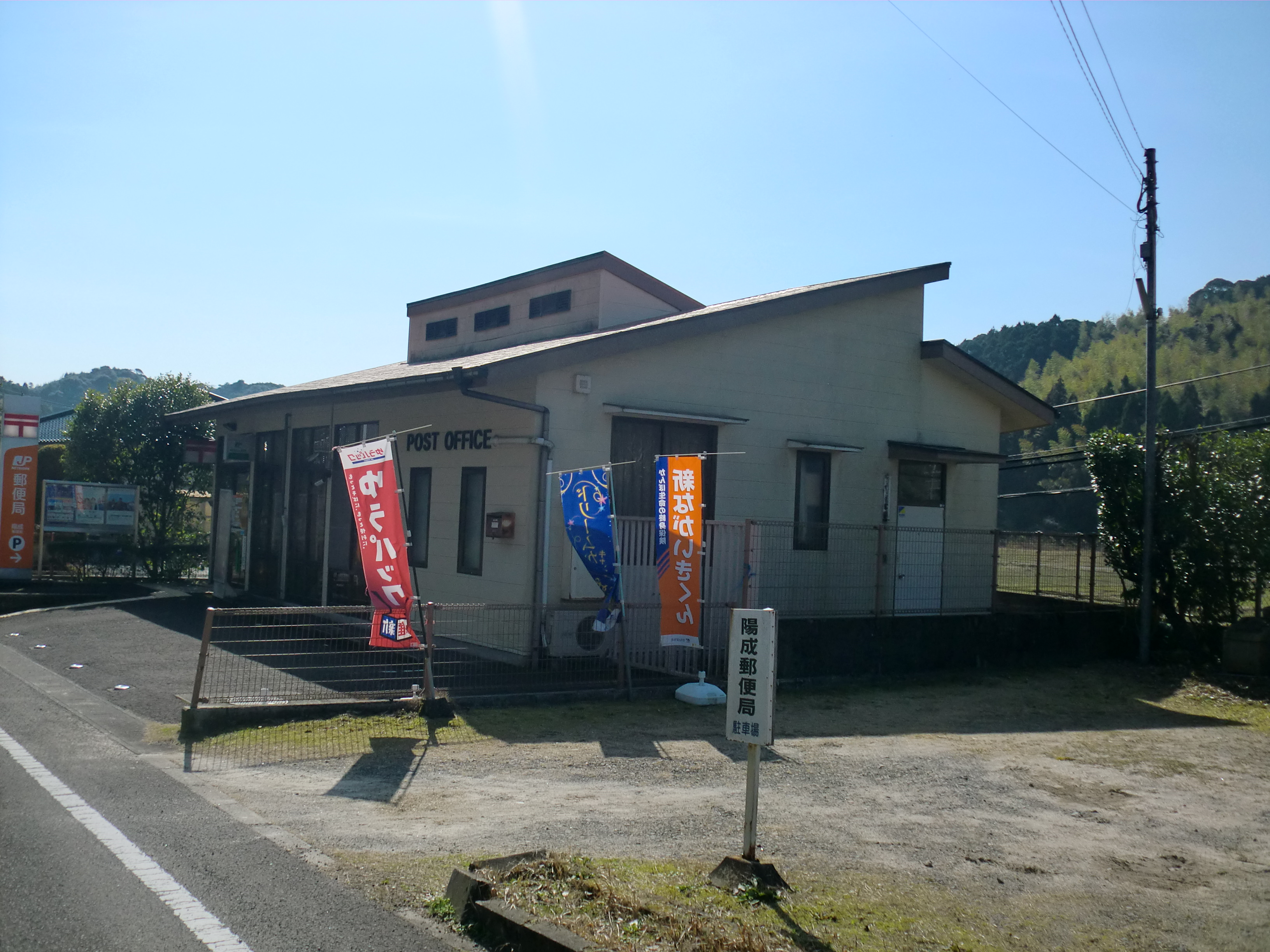
陽成郵便局

### 教育
- 薩摩川内市立陽成幼稚園

### 郵便局
- 陽成郵便局

### 寺社
- 高城神社
- 一條神社
- 比志利神社
- 妙徳寺

## 小・中学校の学区
市立小・中学校の学区（校区）は以下の通りである。
| 町丁   | 小字 | 小学校                 | 中学校                 |
| ------ | ---- | ---------------------- | ---------------------- |
| 陽成町 | 全域 | 薩摩川内市立高来小学校 | 薩摩川内市立平成中学校 |

## 交通

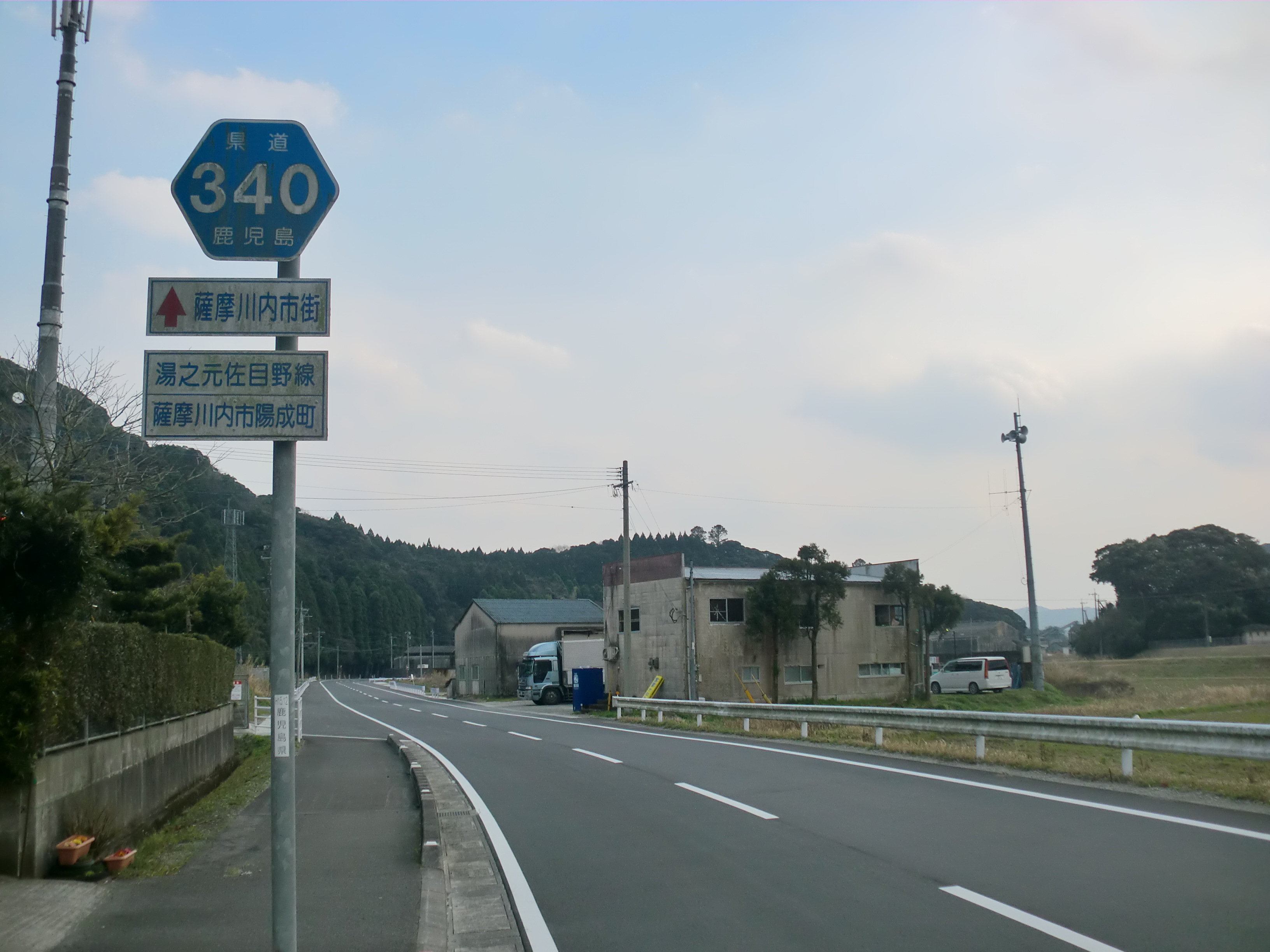
県道340号湯之元佐目野線

### 道路
一般県道
- 鹿児島県道339号東郷西方港線
- 鹿児島県道340号湯之元佐目野線